# 馬亞馬
馬亞馬是哥倫比亞的城鎮，位於該國西南部，由納里尼奧省負責管轄，距離首府帕斯托121公里，始建於1545年，面積626平方公里，海拔高度2,275米，2005年人口8,317。
1°08′N 77°51′W / 1.133°N 77.850°W